# Handball-Bayernliga 2008/09
Die Handball-Bayernliga 2008/09 wurde unter dem Dach des „Bayerischen Handballverbandes“ (BHV) organisiert, sie ist die höchste Spielklasse des Landesverbandes Bayern und wurde hinter der Handball-Regionalliga als vierthöchste Spielklasse im deutschen Ligensystem eingestuft.

## Saisonverlauf
Die Handball-Bayernliga 2008/09 war die einundfünfzigste Ausspielung der Handball-Bayernligasaison.

### Modus
Es wurde eine Hin- und Rückrunde gespielt. Nach Abschluss der daraus resultierenden 26 Spieltage stieg der „Bayerische Meister“ in die Regionalliga Süd (3. Liga) auf, die Plätze dreizehn und vierzehn mussten in die beiden Staffeln der Landesliga absteigen. Der Modus war für Männer und Frauen gleich.

## Teilnehmer und Platzierungen
Nicht mehr dabei waren der Auf- und die Absteiger aus der Vorsaison. Neu dabei waren die Absteiger (A) aus der Regionalliga Süd und die Aufsteiger (N) aus den Landesligen. Im Verlaufe der Saison traten vierzehn Mannschaften in der Bayernliga an. 

### Abschlusstabelle
Saison 2008/09 
| Platz | Mannschaft             | Spiele | Punkte |
| ----- | ---------------------- | ------ | ------ |
| 1.    | DJK Rimpar             | 26     | 51:1   |
| 2.    | TuS Fürstenfeldbruck   | 26     | 40:2   |
| 3.    | TSV Ottobeuren         | 26     | 35:17  |
| 4.    | TSV Lohr               | 26     | 34:28  |
| 5.    | TSV Haunstetten        | 26     | 31:21  |
| 6.    | TSV Simbach am Inn (A) | 26     | 29:23  |
| 7.    | TB 03 Roding (N)       | 26     | 27:25  |
| 8.    | HaSpo Bayreuth (A)     | 26     | 24:28  |
| 9.    | DJK Waldbüttelbrunn    | 26     | 23:39  |
| 10.   | TSV Rödelsee (N)       | 26     | 21:31  |
| 11.   | TSV Winkelhaid         | 26     | 19:33  |
| 12.   | SC Freising (N)        | 26     | 11:41  |
| 13.   | TSV Göggingen (N)      | 26     | 10:42  |
| 14.   | TSV Trudering          | 26     | 9:43   |

Bereich des „Bayerischen
Handballverbandes“ (BHV)

(A) = Absteiger aus der Regionalliga Süd (N) = neu in der Liga
  Bayerischer Meister und Aufsteiger zur Regionalliga Süd 2009/10

 Für die Bayernliga 2009/10 qualifiziert

### Frauen
- Der TSV Ismaning wurde Bayerischer Meister und hat sich für die Regionalliga 2009/10 der Frauen qualifiziert.